# James Hydrick
James Alan Hydrick (28 de febrero de 1959) fue un intérprete estadounidense autodenominado psíquico que afirmaba ser capaz de realizar actos de telequinesis, tales como su truco que implicaba el movimiento de un lápiz que se reclinaba en el borde de una mesa. Después de su demostración televisada a nivel nacional (de Estados Unidos) en That's Incredible!, fue incapaz de probar sus habilidades sobrenaturales en la siguiente demostración en That's My Line; posteriormente confesó el fraude a un periodista de investigación.

## Hacia la fama
A principios de los años 1980 en Salt Lake City, Utah, Hydrick desarrolló un grupo de seguidores similar a un culto. Afirmó ser capaz de usar psicoquinesis para pasar las páginas de libros y girar lápices reclinados en el borde de un escritorio, entre otras hazañas. También montó clases de artes marciales y afirmó que podía pasar el don de la psicoquinesis a los jóvenes a través de técnicas de entrenamiento especiales.
Hydric llamó la atención internacional con su demostración de sus habilidades en el espectáculo televisivo That's Incredible!. El episodio fue emitido originalmente en diciembre de 1980 y posteriormente repetido en 1981. Realizó el truco del lápiz giratorios con la boca bloqueada por la mano del invitado escéptico, para evitar que sople aire (luego de que el invitado sugirió que podía escuchar a Hydrick soplar). De todas formas, Hydric deliberadamente reajustó el lápiz para que quedase lo más inestable posible, y fuese posible moverlo con las leves disturbaciones del aire causadas por sus manos. También pasó una página de una guía telefónica, alegando nuevamente telekinesis. James Randi le concedió al programa el premio Uri, posteriormente renombrado premio Pigasus (un juego de palabras en inglés entre "cerdo" y "Pegaso"), "por declarar un simple truco de magia como magia genuina".

## El fraude, desvelado
El ilusionista y escéptico de lo paranormal James Randi demostró el truco del lápiz en el programa televisivo That's My Line, conducido por Bob Barker. En el siguiente episodio, aparecieron Randi e Hydrick. Cuando Randi realizó un simple control poniendo pequeñas piezas estiradas de polietileno  en la mesa alrededor de la guía telefónica (para demostrar que Hydrick realmente estaba pasando las páginas soplándolas), repetinamente los "poderes" del autodenominado psíquico fallaron. Hydric trató de justificarse explicando que cuando la espuma se calentó por las luces del escenario desarrollaron cargas de electrostáticas que, sumadas al peso de la página, requerían más fuerza que la que era capaz de generar para pasar la página. Randi y los jueces declararon que esa teoría no tenía ninguna base científica.
Luego de una hora y media de que Hydrick mire fijamente a las páginas (el espectáculo fue editado para ajustar su duración) sin resultados, y clamando indignado que sus poderes eran reales, finalmente admitió ser incapaz de terminar el desafío. El panel de jueces (que incluía a un parapsicólogo) estableció que, en su opinión, no había tenido lugar fenómeno sobrenatural alguno. El truco fallido resultó en que el programa televisivo That's Incredible recibiera al premio Pigasus, y terminó efectivamente la carrera de Hydrick en televisión (siguiendo las concesiones de Hydrick, el mismo Randi realizó el mismo truco usando las técnicas que Hydrick había perfeccionado).
En 1981, los "poderes psíquicos" de Hydrick fueron definitivamente expuestos como fraude gracias al periodista de investigación Dan Korem. Hydrick confesó su fraude a Korem y admitió que había desarrollado su único talento mientras estaba en prisión, y no lo aprendió de un maestro chino como originalmente sostenía.

## Presente
En 1989, Hydrick fue sentenciado a 17 años por abusar sexualmente de cinco niños en Huntington Beach, California. Después de cumplir su condena, fue enviado al Hospital Estatal de Atascadero para recibir tratamiento. Desde el 2013 está alojado en el Hospital Estatal de Coalinga.